# Кхулна (зіла)
Кхулна (бенг. খুলনা জেলা, Khulna Jela також Khulna Zila) — район Бангладеш. Він розташований у районі Кхулна, межує на півночі з районами Джессор і Нараїл, на півдні з Бенгальською затокою, на сході з районом Багерхат і на заході з районом Сатхіра. Це був перший підрозділ провінції Об’єднана Бенгалія, заснований у 1842 році в районі Джессор. 1 червня 1882 року за повідомленням офіційного вісника, опублікованого в Калькутті, підрозділи Кхулна і Багерхат округу Джессор і підрозділ Сатхіра 24 округу Паргана сформували нову Зілу «Кхулна».

## Географія і клімат
Район Кхульна має загальну площу 4 389,11 квадратного кілометра (1 694,64 миля2). Межує з округом Джессор на півночі, районом Нараїл на північному сході, районом Багерхат на сході, Бенгальською затокою на півдні та районом Сатхіра на заході.
Основними річками району Кхулна є Рупса (продовження Бхайраб і Атрай), Арпангачія, Шибса, Пасур і Койра.